# 대구가톨릭대학교 사범대학 부속 무학중학교
대구가톨릭대학교 사범대학 부속 무학중학교(大邱가톨릭大學校 師範大學 附屬 舞鶴中學校)는 대한민국 경상북도 경산시 하양읍 도리리에 위치한 사립 중학교이다.

## 학교 연혁
- 1965년 11월 23일 : 무학 중학교 설립 인가(9학급)
- 1965년 11월 24일 : 초대 이임춘 교장 신부 취임
- 1966년 3월 5일 : 개교
- 1982년 3월 1일 : 학칙 변경(남여공학 → 남자중)
- 1999년 3월 1일 : 교명변경 대구효성가톨릭대학교 사범대학부속 무학중학교
- 2000년 1월 17일 : 다목적 교실(체육관) 준공
- 2000년 9월 1일 : 교명변경 대구가톨릭대학교 사범대학부속 무학중학교
- 2001년 12월 29일 : 학칙 변경(중,고 분리)
- 2003년 2월 28일 : 별관 및 복식관 15실 준공
- 2003년 3월 1일 : 학급 증설 인가(32학급)
- 2004년 11월 24일 : 성상 축복 및 이임춘 신부 흉상 제막
- 2006년 11월 24일 : 도서관 개관(2,201m²)
- 2018년 2월 12일 : 제50회 졸업식(205명) 졸업생 총계(남 14,651명, 여 2,121명)
- 2021년 3월 1일 : 제10대 변경석 교장 취임
- 2022년 2월 28일 : 학생자치 공간 구축
- 2024년 2월 7일 : 제56회 졸업(173명)

## 참고 자료
- 대구가톨릭대학교 사범대학 부속 무학중학교 - 한국교육학술정보원 학교알리미